# Nello Rosselli
Sabatino Enrico Rosselli, detto Nello (Roma, 29 novembre 1900 – Bagnoles-de-l'Orne, 9 giugno 1937), è stato uno storico, giornalista e antifascista italiano.
Fu ucciso insieme al fratello Carlo il 9 giugno 1937 da assassini legati al regime fascista mentre si trovavano in Francia.

## Biografia
Sabatino Enrico Rosselli nacque a Roma il 29 novembre 1900 da un'agiata famiglia ebraica, ultimo dei tre figli del livornese Giuseppe Emanuele "Joe" Rosselli (1867-1911) e della veneziana Amelia Pincherle (1870-1954), sorella di Carlo Pincherle, architetto e pittore, oltreché padre dello scrittore Alberto Moravia. Sia la famiglia paterna che quella materna, fermamente legate agli ideali repubblicani e mazziniani, erano state politicamente attive, avendo partecipato alle vicende del Risorgimento italiano: Pellegrino Rosselli, tra l'altro zio della futura moglie di Ernesto Nathan (Sindaco di Roma dal novembre del 1907 al dicembre del 1913), fu un seguace e stretto collaboratore di Giuseppe Mazzini nei suoi ultimi anni di vita (morì difatti in clandestinità nella sua casa pisana) ed un Pincherle fu nominato ministro durante la breve esperienza della Repubblica di San Marco, instauratasi nel Triveneto a seguito d'una massiccia insurrezione anti-asburgica guidata da Daniele Manin e Niccolò Tommaseo.  
Nello sposò Maria Todesco (1905-1998) nel 1926 ed ebbero quattro figli: Silvia, Paola, Aldo e Alberto.  

### Gli studi
Nel 1917 diresse, con l'amico Gualtiero Cividalli il mensile Noi giovani. Nel 1923 discusse con Gaetano Salvemini la tesi di laurea su Mazzini e il movimento operaio dal 1861 al 1872. Tra il 1923 e il 1927 pubblicò numerosi articoli su riviste storiche italiane e il saggio Mazzini e Bakunin. Nel 1932 pubblicò il saggio Carlo Pisacane nel Risorgimento italiano. La raccolta dei suoi Saggi sul Risorgimento italiano e altri scritti fu pubblicata postuma da Einaudi nel 1946.

### L'attività politica

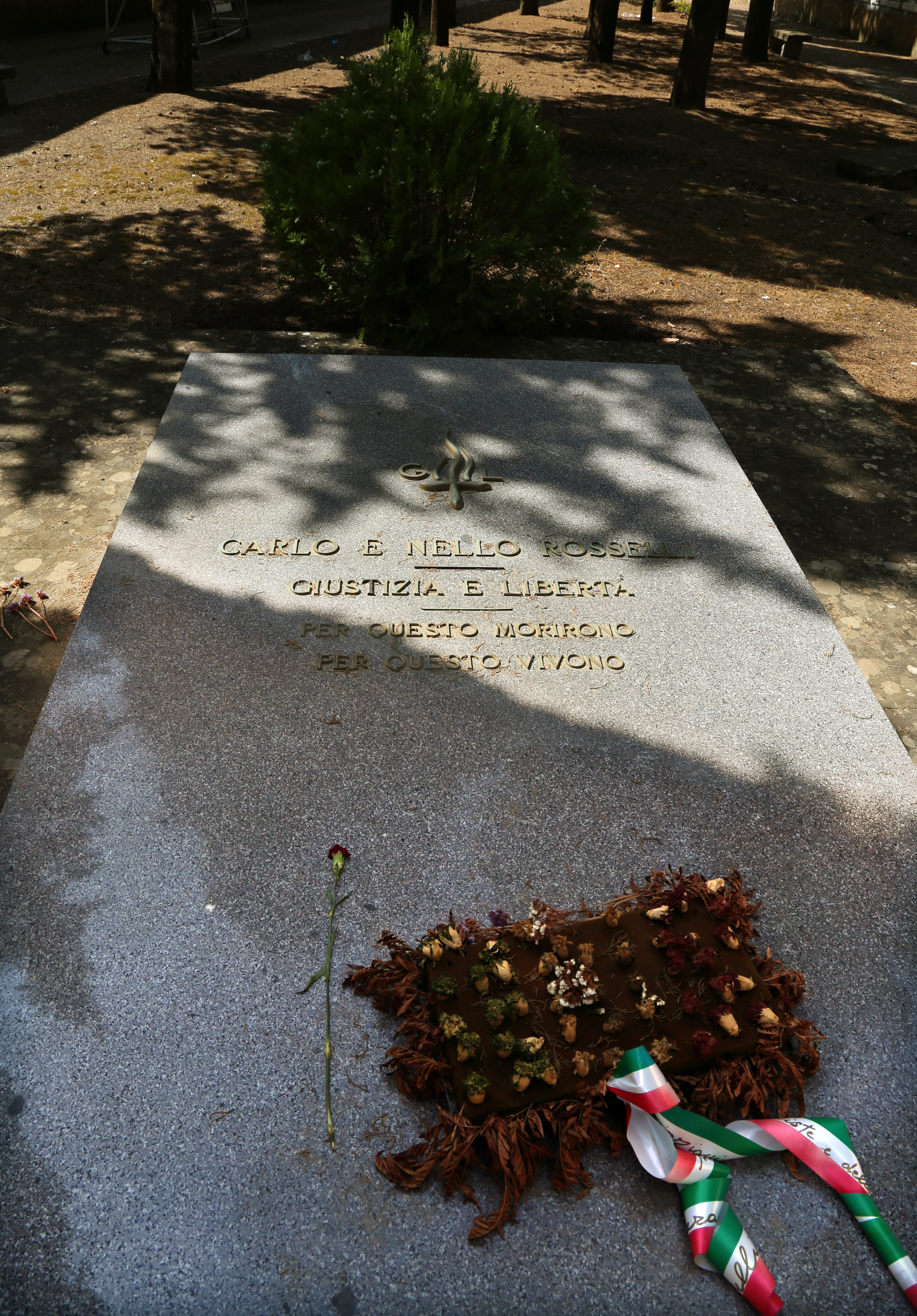
La tomba a Trespiano

Iniziò giovane a far politica nel 1917 e fu col fratello tra i fondatori del giornale per studenti "Noi giovani". Nel 1920, col fratello e con Piero Calamandrei, e col patrocinio di Gaetano Salvemini, fondò il Circolo di Cultura, chiuso dai fascisti nel 1925. Fece parte dei fondatori del gruppo fiorentino di Italia libera, fra cui, oltre al fratello, Enrico Bocci, Luigi Rochat, Dino Vannucci, Nello Traquandi. Nel 1924 aderì alla fondazione dell'Unione nazionale delle forze liberali e democratiche promossa da Giovanni Amendola, e nel 1925 partecipò alla fondazione del primo giornale antifascista clandestino Non Mollare. Il 3 giugno 1927 venne arrestato e condannato a 5 anni di confino a Ustica; rilasciato il 31 gennaio 1928, venne nuovamente arrestato e condannato a 5 anni di confino a Ustica e Ponza, nell'estate del 1929, dopo la fuga da Lipari del fratello.
Nel maggio 1937 ottenne, su intercessione di Gioacchino Volpe (probabilmente in buona fede) il passaporto, con una sollecitudine che ad alcuni amici, tra cui Piero Calamandrei, parve sospetta e motivata dal fine di arrivare attraverso Nello al rifugio di Carlo, insieme al quale, il 9 giugno 1937, venne assassinato a Bagnoles-de-l'Orne da una squadra di "cagoulards", miliziani della "Cagoule", formazione eversiva di destra francese, su mandato, forse, dei servizi segreti fascisti e di Galeazzo Ciano; con un pretesto vengono fatti scendere dall'automobile, poi colpiti da raffiche di pistola: Carlo muore sul colpo, Nello (colpito per primo) viene finito con un'arma da taglio.. I corpi vengono trovati due giorni dopo, l'11 giugno; i colpevoli, dopo numerosi processi, riusciranno quasi tutti ad essere prosciolti.

## Opere
- Saggi sul Risorgimento e altri scritti, Prefazione di Gaetano Salvemini, Collana Biblioteca di cultura storica n.21, Torino, Einaudi, 1946. Introduzione di Alessandro Galante Garrone, Collana Piccola Biblioteca n.400, Einaudi, 1980.
- Inghilterra e regno di Sardegna dal 1815 al 1847, a cura di Paolo Treves, introduzione di Walter Maturi, Collana Biblioteca di cultura storica n.50, Torino, Einaudi, 1954.
- Mazzini e Bakunin. Dodici anni di movimento operaio in Italia (1860-1872), Collana Piccola Biblioteca n.89, Torino, Einaudi, 1967, ISBN 978-88-06-04853-2.
- Carlo Pisacane nel Risorgimento italiano, Con un saggio di Walter Maturi, Collana Piccola Biblioteca n.313, Torino, Einaudi, 1977.